# Le Montat
Le Montat is een gemeente in het Franse departement Lot (regio Occitanie). De plaats maakt deel uit van het arrondissement Cahors. Le Montat telde op 1 januari 2022 1.102 inwoners.

## Geografie
De oppervlakte van Le Montat bedroeg op 1 januari 2022 22,54 vierkante kilometer; de bevolkingsdichtheid was toen 48,9 inwoners per km².

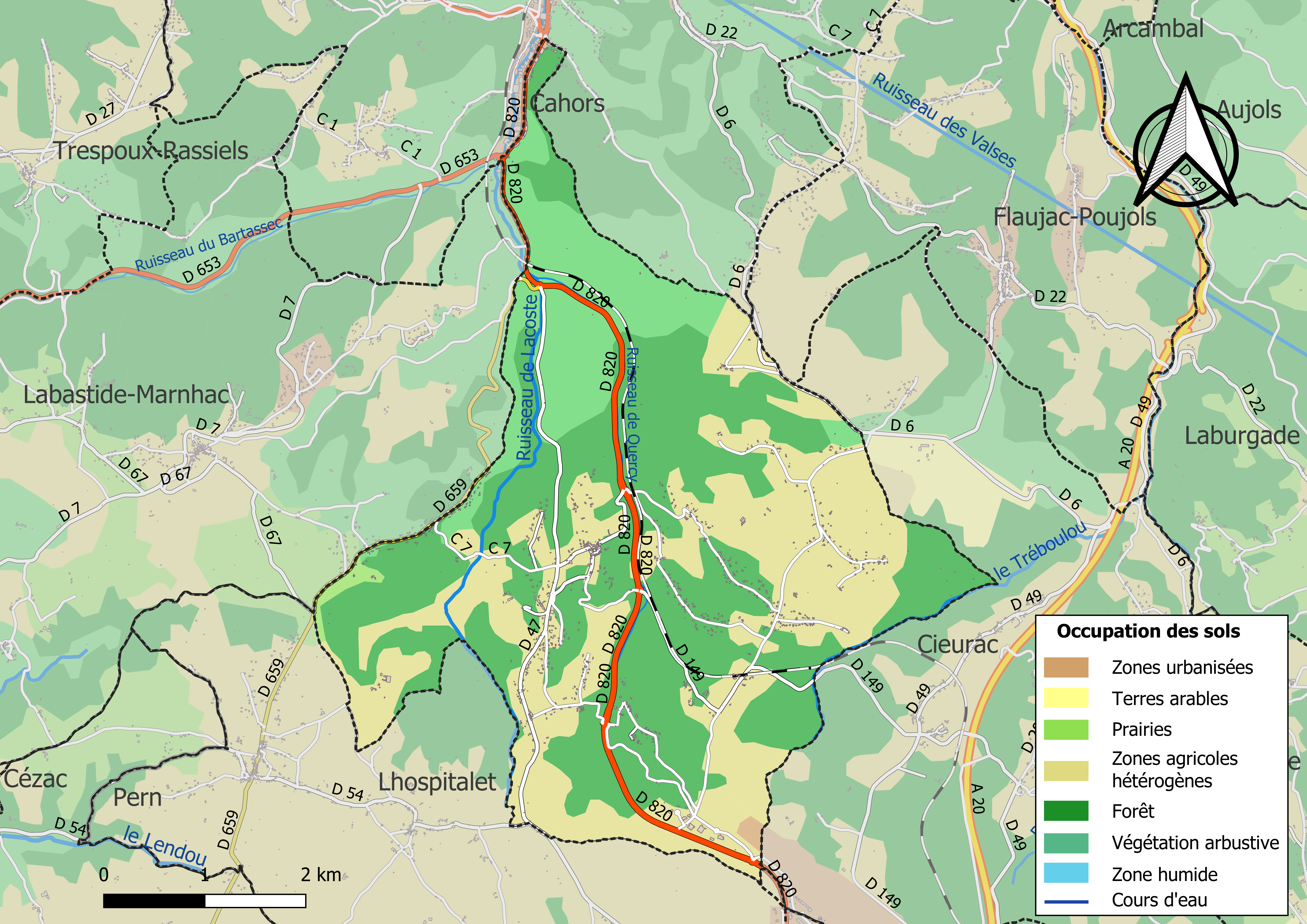
Kaart van de gemeente met de belangrijkste infrastructuur, bodemgebruik en omliggende gemeenten

## Demografie
Onderstaande figuur toont het verloop van het inwonertal (bron: INSEE-tellingen).